# Шеффилд, Билл
Уильям Дженнингс Шеффилд-младший (26 июня 1928, Спокан, Вашингтон — 4 ноября 2022, Анкоридж) — американский демократический политик, пятый губернатор Аляски с 1982 по 1986 год.

## Биография
Шеффилд родился в Спокане, штат Вашингтон. Служил в армии Соединённых Штатов с 1946 по 1949 год, затем учился в университете Деври, затем в Школе подготовки Дефореста. Переехал на Аляску в 1953 году. С 1982 по 1986 год являлся губернатором Аляски, срок пребывания Шеффилда на посту губернатора был отмечен спорами, включая попытки добиться его импичмента.
Покинув должность губернатора, Шеффилд занимал пост председателя совета директоров Аляскинской железной дороги в период с 1985 по 1997 год. В 1997 году он был назначен президентом и генеральным директором железной дороги, где работал до 2001 года. С 2008 года — заместитель председателя совета директоров.
Скончался 4 ноября 2022 года.